# Du hast mein Wort
Du hast mein Wort ist das 37. Studioalbum des österreichischen Schlagersängers Freddy Quinn, das 1980 im Musiklabel Polydor (Nummer 2372 011) erschien. Das Album konnte sich nicht in den deutschen Albumcharts platzieren; die Single Istanbul ist weit mit der B-Seite Bye Bye Lady Blue schaffte es auf Platz 46.

## Titelliste
Das Album beinhaltet folgende zwölf Titel:
- Seite 1

1. Du hast mein Wort (geschrieben von Leo Leandros und Wolfgang Mürmann, arrangiert von Manfred Hübler)
2. Du bist für das Leben geboren (geschrieben von Leo Leandros und Wolfgang Mürmann, arrangiert von Manfred Hübler)
3. Der Mann im Rampenlicht (geschrieben von Leo Leandros, Text von Kay Arling und Ralf Arnie, arrangiert von Arno Flor)
4. Wir reisen zum Horizont (geschrieben von Leo Leandros und Wolfgang Mürmann, arrangiert von Manfred Hübler)
5. Tequila Por Favor (geschrieben von Leo Leandros, Manfred Hübler und Wolfgang Mürmann, arrangiert von Manfred Hübler)
6. Istanbul ist weit (geschrieben von Leo Leandros und Ralf Arnie, arrangiert von Arno Flor)

- Seite 2

1. Du hast Tränen im Gesicht (geschrieben von Klaus Munro, Leo Leandros und Wolfgang Mürmann, arrangiert von Arno Flor)
2. Wenn die letzten Freunde gehn (geschrieben von Freddy Quinn und Wolfgang Mürmann, arrangiert von Manfred Hübler)
3. Bye Bye Lady Blue (geschrieben von Freddy Quinn, Manfred Hübler und Wolfgang Mürmann, arrangiert von Manfred Hübler)
4. Allein unter Fremden (geschrieben von Leo Leandros und Wolfgang Mürmann, arrangiert von Arno Flor)
5. Mein Zuhause ist der Bahnhof (Der King vom Bahnhof) (geschrieben von Freddy Quinn und Peter Schaper, arrangiert von Joe Kirsten)
6. Wir leben nur einmal (geschrieben von Leo Leandros und Ralf Arnie, arrangiert von Arno Flor)

## Singleauskopplungen
| Jahr | Titel                                 | Höchstplatzierung, Gesamtwochen, AuszeichnungChartplatzierungen (Jahr, Titel, , Platzierungen, Wochen, Auszeichnungen, Anmerkungen) | Höchstplatzierung, Gesamtwochen, AuszeichnungChartplatzierungen (Jahr, Titel, , Platzierungen, Wochen, Auszeichnungen, Anmerkungen) | Höchstplatzierung, Gesamtwochen, AuszeichnungChartplatzierungen (Jahr, Titel, , Platzierungen, Wochen, Auszeichnungen, Anmerkungen) | Anmerkungen                 |
| Jahr | Titel                                 | DE | AT | CH | Anmerkungen                 |
| ---- | ------------------------------------- | --- | --- | --- | --------------------------- |
| 1979 | Istanbul ist weit / Bye Bye Lady Blue | DE46 (10 Wo.)DE | — | — | Charteinstieg: 7. Juli 1980 |